# 新疆维吾尔自治区人民代表大会常务委员会兵团工作委员会
新疆维吾尔自治区人民代表大会常务委员会兵团工作委员会，是新疆维吾尔自治区人民代表大会常务委员会的派出机构。

## 机构组成
自治区人大常委会兵团工作委员会由主任1人、副主任若干人、秘书长1人、委员11至15人组成。主任、副主任、秘书长、委员由自治区人大常委会任免。

## 工作职责
自治区人大常委会兵团工作委员会按照自治区人大常委会的授权，在兵团范围内行使下列职权：

（一）依照宪法、法律、法规，研究涉及兵团民主法制建设、经济社会发展和稳定工作等方面的地方立法需求，向自治区人大常委会提出立法建议；
（二）根据自治区五年立法规划、年度立法计划，提出兵团方面的立法项目；
（三）组织国家有关法律、地方性法规草案在兵团范围内征求意见建议；
（四）检查兵团行政部门、自治区高级人民法院兵团分院、兵团人民检察院对宪法、法律、法规和全国、自治区人民代表大会及其常委会的决议、决定在兵团范围内的遵守和执行情况；
（五）调查了解兵团范围内国民经济和社会发展计划、财政预算的编制、执行、部分变更等情况，为自治区人大常委会听取专项工作报告做好初审工作；
（六）听取自治区高级人民法院兵团分院、兵团人民检察院的专项工作报告；
（七）对兵团行政部门、自治区高级人民法院兵团分院、兵团人民检察院的不适当的决议、决定及其他规范性文件提出意见；对自治区县级直辖市人民代表大会及其常委会的不适当的决议、决定及其他规范性文件提出意见，并向自治区人大常委会报告；
（八）组织人大代表进行专题调研、视察、执法检查；按照自治区人大常委会准备审议的议题进行调研，征求在兵团的自治区人大代表及兵团行政部门、自治区县级直辖市人大常委会的意见建议；
（九）组织在兵团的自治区人大代表和自治区人大常委会兵团工作委员会组成人员对兵团行政部门、自治区高级人民法院兵团分院、兵团人民检察院的工作进行检查和视察。
（十）联系在兵团的全国、自治区人大代表，组织代表开展活动，反映代表的意见和要求，为代表执行职务提供服务；
（十一）督办代表议案、建议，接待处理人大代表、人民群众的来信来访；
（十二）按照自治区人大常委会的工作安排，组织代表闭会期间开展活动；做好兵团范围各级人大代表、人大干部的培训工作；
（十三）联系、指导自治区县级直辖市人大常委会和乡、镇人大依法开展工作，调查了解情况，总结交流经验；对加强人大工作和自身建设提出意见建议；配合做好自治区县级直辖市人大的换届选举工作；
（十四）做好自治区人代会期间兵团代表的组织、协调和服务工作。
（十五）承办自治区人大常委会交办的其他事项。